# Индиана (Сан-Паулу)
Индиана (порт. Indiana)  —  муниципалитет в Бразилии, входит в штат Сан-Паулу. Составная часть мезорегиона Президенти-Пруденти. Находится в составе крупной городской агломерации . Входит в экономико-статистический  микрорегион Президенти-Пруденти. Население составляет 5161 человек на 2006 год. Занимает площадь 127,597 км². Плотность населения — 40,4 чел./км².

## Статистика
- Валовой внутренний продукт на 2003 составляет 25.839.521,00 реалов (данные: Бразильский институт географии и статистики).
- Валовой внутренний продукт на душу населения на 2003 составляет 5.110,67 реалов (данные: Бразильский институт географии и статистики).
- Индекс развития человеческого потенциала на 2000 составляет 0,789 (данные: Программа развития ООН).